# تيمي TIMI

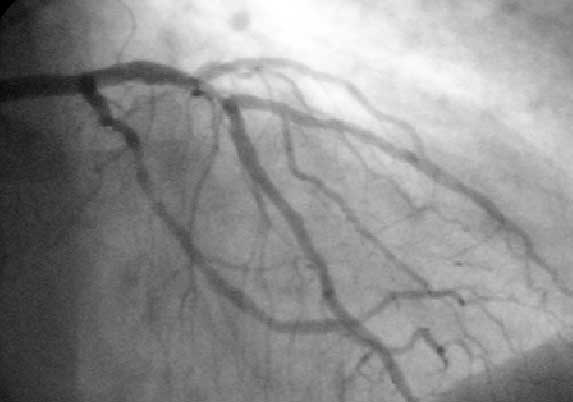

انْحلالُ الخَثْرَة في الاحتشاء القلبي (بالإنجليزية 'Thrombolysis In Myocardial Infarction) هي مجموعة بحثية انشأتها منظمة البحث الاكاديمي التابعة لمستشفى كلية هارفارد الطبية ومستشفى برغام ومستشفى المرأة. هذه المجموعة البحثية مركزها الرئيسي يقع في مدينة بوستون الأمريكية. 
مجموعة تيمي البحثية تم تأسيسها وقيادتها بواسطة ايوجين براونوالد في عام 1984م. قامت هذه المجموعة البحثة بالعديد من الدراسات التي أدت إلى تحسين الممارسة الطبية تجاه مرضى القلب، أو الذين عندهم عوامل خطر بالإصابة بامراض القلب والاوعية الدموية. وكان أهما إنشاء حسبة تيمي التي تقيم احتمالية الوفاة أو الاصابات بنقص التروية حاد (الذي ينشأ غالبا من تضيق الشرايين) في المرضي الذي يعانون من خُناق الصدر غير المستقر (unstable angina) أو الذبحة الصدرية غير المكتملة (غير المصحوبة بارتفاع مقطع ST)

## حاسبات تيمي (TIMI Calculators)

### حسبة تيمي للمخاطرة
في المرضى المصابين بالذبحة الصدرية غير المكتملة مثل خناق الصدر غير المستقر أو الذبحة الصدرية غير المصحوبة بارتفاع مقطع ST, فإن احتمال اصابتهم بذبحة صدرية مكتملة أو الوفاة بسبب الذبحة الصدرية يعتمد على عدة عوامل، تم تقديرها عن طريقة حسبة تيمي، حيث يتم حساب نقطة واحدة لكل عامل، ومن تم يتم تجيمع هذه النقاط وتقدير نسبة الخطر المتوقعة، وعليها يتم اخيتار نوعية المعالجة المناسبة، هذه العوامل هي:
حساب حسبة تيمي
- العمر أكثر أو يساوي 65عام
- تناول الاسبرين خلال السبعة الايام الاخيرة (بما معناه، بالرغم من أن المريض يأخذ اسبرين، فإنه لازال يعاني من الم الصدر)
- على الاقل، نوبتين من خناق (الم) الصدر خلال ال24 ساعة الأخيرة
- تغيرات في تخطيط القلب بما لا يقل عن نصف مليمتر في مواقع متجاورة
- ارتفاع في انزيمات ومعلمات القلب (عبر تحليل الدم)
- أن يكون الشخص معروف أن لديه تضيق في الشرايين (تضيق الشرايين أكبر أو يساوي 50%)
- وجود ثلاثة أو أكثر من العوامل التالية)وهي عوامل تحدد خطورة بالإصابة بمرض الشرايين التاجية(وهي:
- ارتفاع ضغط الدم
- التدخين أثناء الإصابة
- انخفاض في نسبة الكوليسترول النافع
- مرض السكر
- وجود تاريخ اسري بالإصابة بامراض الشرايين التاجية في سن مبكرة )55سنة للرجال و65 سنة للنساء (

تفسير النتيجة
النسبة المئوية لاحتمال الإصابة بذبحة صدرية أو الموت بسبب ذبحة صدرية أو الم شديد بالصدر الذي قد يحتاج إلى عملية قسطرة أو عملية زراعة شرايين تاجية خلال 14 يوم هي كما يلي:
- الحصول على نقطة واحدة أو اقل ستكون نسبة الإصابة 4.7%
- الحصول على نقطتين ستكون نسبة الإصابة 8.3%
- الحصول على ثلاث نقاط ستكون نسبة الإصابة 13.2%
- الحصول على اربع نقاط ستكون نسبة الإصابة 19.9%
- الحصول على خمس نقاط ستكون النسبة حوالي 26.2%
- الحصول على ست نقاط أو اكثرستكون نسبة الإصابة على الاقل 40%

هناك حسبة تيمي أخرى ولكنها خاصة بالمصابين بذبحة صدرية كاملة (ويعني احتشاء عضلة القلب يصاحبها ارتفاع في مقطع ST الخاص بتخطيط قلب المصاب). وهي تساعد في تحديد حالة المصاب بالذبحة.